# ديدي كون
ديدي كون (بالإنجليزية: Didi Conn)‏ هي ممثلة أمريكية، ولدت في 13 يوليو 1951 ببروكلين في الولايات المتحدة. بدأت مشوارها المهني سنة 1962.

## أعمال

### أفلام
- (1977) أنت تضيئين حياتي[3]
- (1978) غريس[4]
- (2002) فريدا

## وصلات خارجية
- ديدي كون على موقع IMDb (الإنجليزية)
- ديدي كون على موقع ألو سيني (الفرنسية)
- ديدي كون على موقع أول موفي (الإنجليزية)
- ديدي كون على موقع قاعدة بيانات برودواي على الإنترنت (الإنجليزية)
- ديدي كون على موقع قاعدة بيانات برودواي على الإنترنت (الإنجليزية)
- ديدي كون على موقع قاعدة بيانات الأفلام السويدية (السويدية)
- ديدي كون على موقع إن إن دي بي (الإنجليزية)
- ديدي كون على موقع ديسكوغز (الإنجليزية)
- ديدي كون على موقع قاعدة بيانات الفيلم (الإنجليزية)
- ديدي كون على موقع كينوبويسك (الروسية)